# Кмент, Вальдемар
Вальдемар Кмент (нем. Waldemar Kmentt; 2 февраля 1929, Вена — 21 января 2015, там же) — австрийский оперный певец (тенор), солист Венской государственной оперы.

## Биография
С 1949 года учился в Венской консерватории по классам фортепиано и вокала у Адольфа Фогеля, Элизабет Радо и Ганса Духана).
В 1950 году исполнил сольную партию в Девятой симфонии Л. Бетховена под управлением Карла Бёма. В 1951 году дебютировал в Венской опере (Принц в опере С. С. Прокофьева «Любовь к трём апельсинам» на сцене Венской народной оперы), где прослужил более 35 лет и участвовал в 1480 представлениях. До середины 1990-х выступал в характерных ролях (Трике, Хозяин гостиницы, император Альтоум). Его последнее выступление в Венской опере состоялось 25 ноября 2005 г. (Дворецкий в «Ариадне на Наксосе»).
Одновременно в 1978—1995 гг. преподавал в Венском университете музыки и исполнительского искусства, где руководил оперной студией. В числе его учеников Вольфганг Банкль, Малин Хартелиус, Мерцад Монтацери.

## Творчество
Постоянно выступал на Зальцбургском фестивале, Байройтском фестивале (с 1968 года). С 1956 года гастролировал в Милане, Риме, Париже, Амстердаме, Брюсселе, Берлине, Мюнхене и других городах Европы, а также в Японии и США. Регулярно выступал в Венской народной опере, в опереттах.
Выступал с Гербертом фон Караяном, Отто Клемперером, Карлосом Кляйбером, Карлом Рихтером, Карлом Бёмом, Ойгеном Йохумом, Серджу Челибидаке и Леонардом Бернстайном.
Репертуар включал более 80 партий в операх и опереттах.

### Избранные оперные партии
- Принц — «Любовь к трём апельсинам» С. С. Прокофьева
- Бельмонт — «Похищение из сераля» В. А. Моцарта
- Дон Оттавио — «Дон Жуан» В. А. Моцарта
- Феррандо — «Так поступают все» В. А. Моцарта
- Тамино — «Волшебная флейта» В. А. Моцарта
- Идоменей; Идамант — «Идоменей» В. А. Моцарта
- Вальтер фон Штольцинг — «Нюрнбергские мейстерзингеры» Р.Вагнера
- Эрик — «Летучий голландец (опера)» Р. Вагнера
- Жакино — «Фиделио» Л. Бетховена
- Вакх — «Ариадна на Наксосе» Р. Штрауса
- Император — «Женщина без тени» Р. Штрауса
- Хозяин гостиницы — Кавалер розы Р. Штрауса
- Рудольф — «Богема» Дж. Пуччини
- Кавалер де Грие — «Манон Леско» Дж. Пуччини
- Руджеро — «Ласточка» Дж. Пуччини
- император Альтоум «Турандот» Дж. Пуччини
- Еник — «Проданная невеста» Б. Сметаны
- Гофман — «Сказки Гофмана» Ж. Оффенбаха
- Габриэль — «Le Mystère de la Nativité» Ф. Мартена (первый исполнитель, 1960)
- Трике — «Евгений Онегин» П. И. Чайковского

## Награды и признание
- Каммерзенгер (1962)
- Офицерский крест почётного знака «За заслуги перед Австрийской Республикой» (2001)[3]
- Золотой знак «За заслуги» земли Вена (2002)